# Joods monument (Hoogezand)

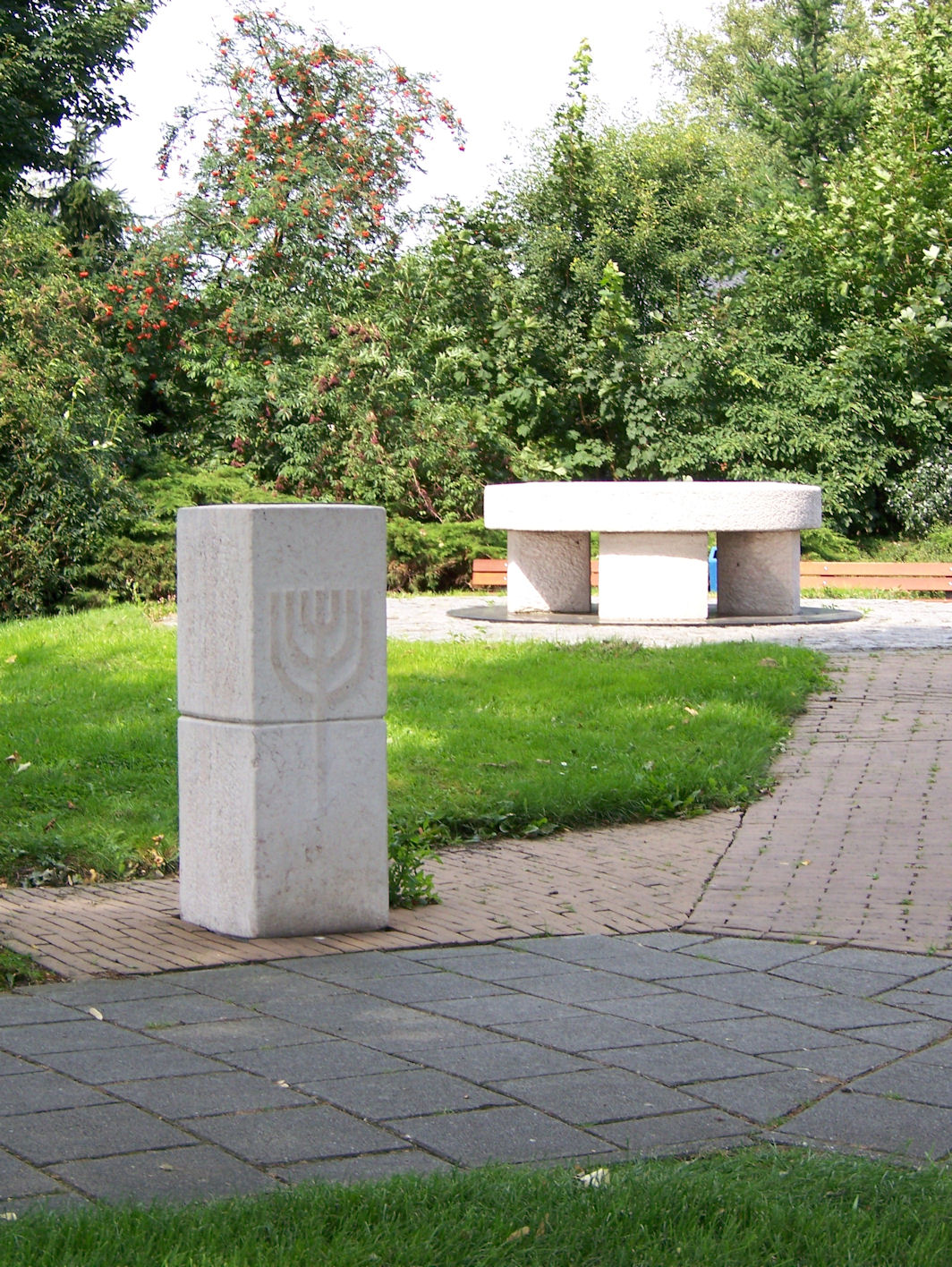
Joods monument

Het Joods monument in Hoogezand, in de Nederlandse gemeente Midden-Groningen, is gemaakt door de beeldend kunstenaar Lucas Klein. Met dit gedenkteken herdenkt de gemeente de Joodse burgers uit de voormalige gemeenten Hoogezand en Sappemeer die vermoord werden tijdens de Tweede Wereldoorlog.
Het monument staat tegenover het Station Hoogezand-Sappemeer, waarvandaan in de oorlog de Joden werden weggevoerd. Het is gemaakt van Jerusalem stone, een kalksteensoort die in de buurt van Jeruzalem wordt gevonden. Het monument bestaat uit een ronde stenen tafel, waarop een davidster is aangebracht, en een zuil waarop een menora is afgebeeld.
Boven op de zuil is een koperen plaat aangebracht, met een gedicht van Nico Wijnen:
1940 - 1945 
ZIJ ZIJN ZO VER VERLEDEN
WAT NAMEN OP EEN STEEN
TOCH ZIJN ZIJ NOG HEDEN
ZICHTBAAR OM ONS HEEN
Het monument is geplaatst op 9 maart 1994, precies 50 jaar nadat de bezetter de laatste Joodse inwoners uit de gemeenten heeft weggevoerd. Bij de jaarlijkse dodenherdenking wordt een krans op de tafel gelegd.